# Wywołańcy
Wywołańcy – powieść Karola Bunscha z 1958 roku, II część trylogii o czasach Władysława Łokietka (cz. I to  Wawelskie wzgórze, cz. III to Przełom). 
Tłem powieści jest walka Łokietka o zjednoczenie ziem polskich, w tym walki o Wielkopolskę z obszernym opisem zdobycia Poznania, zaogniający się spór z Krzyżakami o Pomorze Gdańskie oraz fala głodu, zarazy i herezji, jaka nawiedziła ówczesną Europę. Dla bohaterów, znanych z I części, przychodzi trudniejszy okres. Jak zdradza tytuł – stają się wyjętymi spod prawa, co jeszcze bardziej komplikuje ich losy w trudnych czasach.
Radocha, kompan Krzycha z czasów walk z Krzyżakami, za zasługi otrzymuje od księcia ziemię na pomorskim pograniczu. Przekonuje się, że nie każdy respektuje Łokietkowe nadania i przychodzi mu dochodzić swoich praw siłą. Wywołańcy - Braciszek i Ostróżka uciekają do Wrocławia. Tam stają się świadkami surowej rozprawy biskupa Henryka z Wierzbna z heretykami. Krzych zaczyna domyślać się swojego pochodzenia, przez co popada w obłęd, który doprowadza do kolejnego konfliktu z prawem – tym razem nie może liczyć już na łaskę księcia. Od zagłady ratuje go myśl o wiernej żonie i córeczce, której nie dane mu było zobaczyć.